# Kruittorenramp van Rheinberg
De kruittorenramp van Rheinberg in 1598 was een explosie van de kruittoren van Rheinberg in de deelstaat Noordrijn-Westfalen in de Kreis Wesel door een belegering in oktober van dat jaar op de stad door Francesco de Mendoza. Bij de explosie werd kasteel van Rheinsberg zwaar beschadigd en stortte de toren gedeeltelijk in. Het aantal doden en gewonden is onbekend.
De polvertoren van Rheinberg werd gebouwd in ca. 1292-1298 en had een diameter van 16,7 meter, muren van vier meter dik, en een hoogte van ca. 35 meter. In 1636 raakte de toren door een blikseminslag beschadigd. Tegenwoordig zijn de resten van 7,2 meter hoogte een bezienswaardigheid.